# إد مكدونالد
إد مكدونالد (بالإنجليزية: Ed McDonald) هو لاعب كرة قاعدة أمريكي، ولد في 28 أكتوبر 1886 في ألباني في الولايات المتحدة، وتوفي بنفس المكان في 11 مارس 1946.

## وصلات خارجية
- إد مكدونالد على موقعبيزبول رفرنس.كوم (الدوري الرئيسي) (الإنجليزية)